# International Association of Civil Aviation Chaplains
L'International Association of Civil Aviation Chaplains (en français Association internationale des chapelains de l'aviation civile) ou IACAC est une association multi-confessionnelle d’aumôniers (ou chapelains), se regroupant afin de fournir des espaces et services religieux dans les différents aéroports.

## Histoire
La première chapelle d'aéroport a ouvert en 1951 à l'Aéroport international de Boston-Logan, sous la direction du cardinal Cushing.

## Galerie

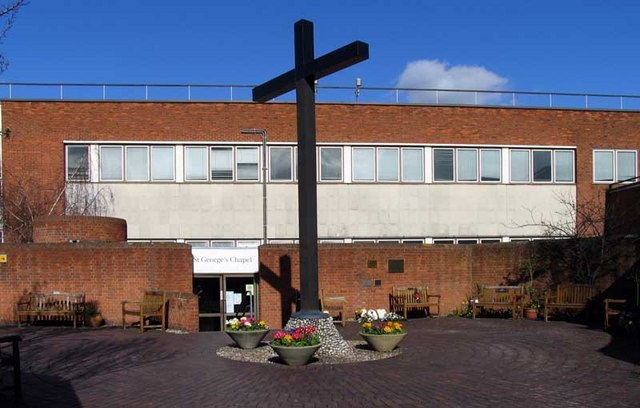
Chapelle interdenominational St George de l'aéroport d'Heathrow (en)
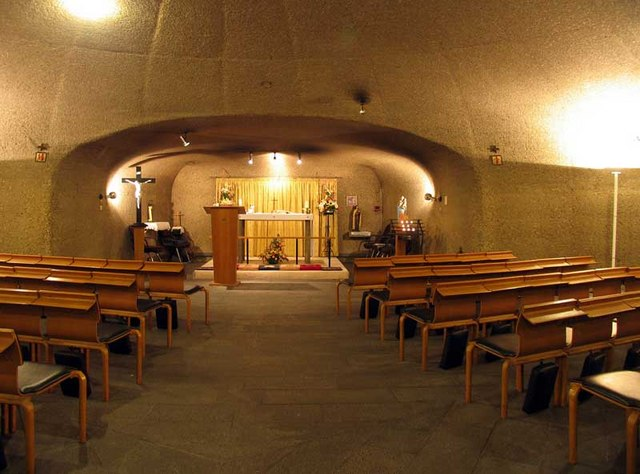
Autel de la chapelle St George de l'aéroport d'Heathrow.
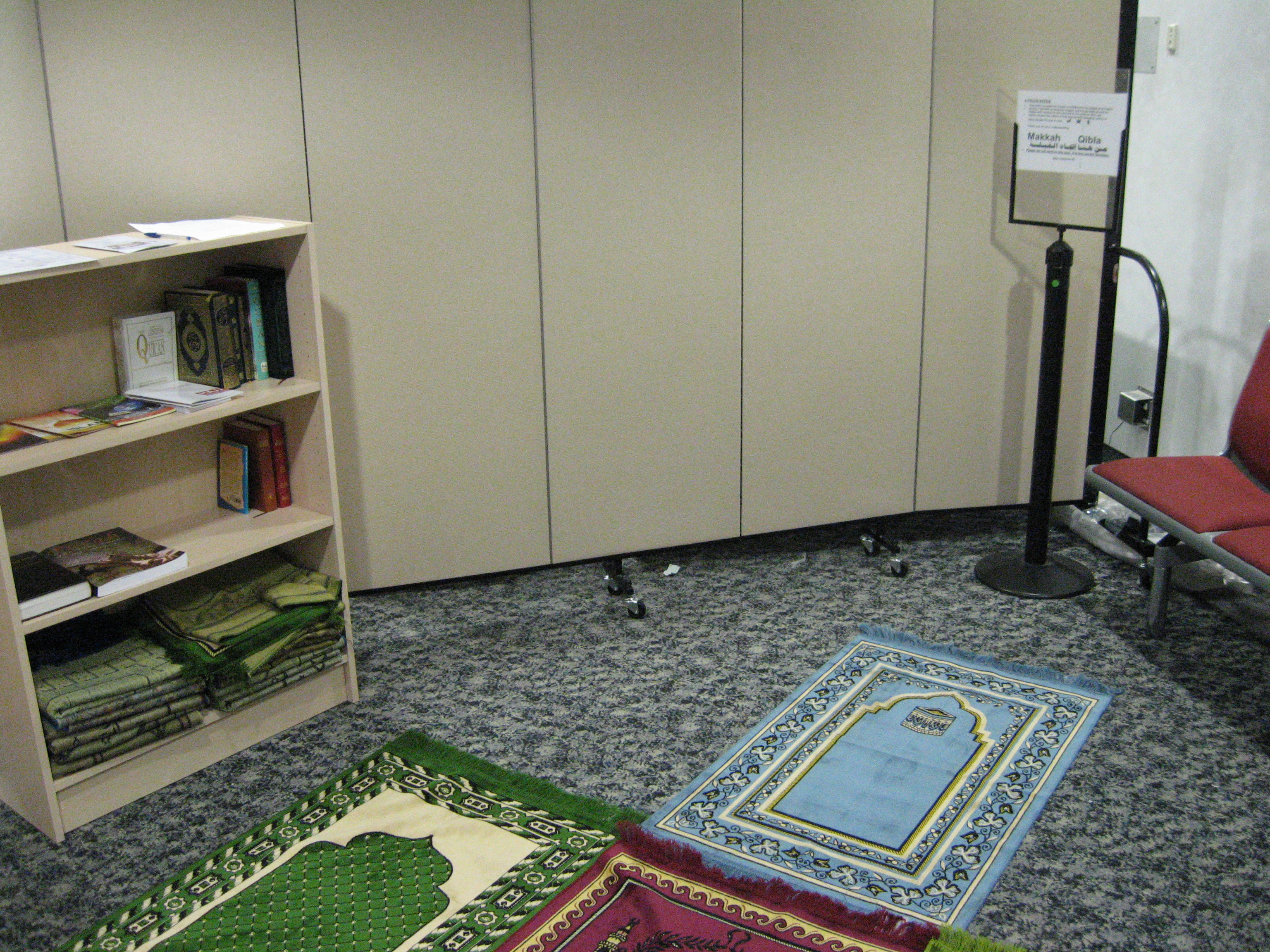
Salle de prière de l'aéroport d'Heathrow.